# 澳門廣播電台列表
以下為澳門各電台廣播服務頻率表。

## 澳門廣播電台發射站

### 主要調頻（FM）廣播發射站
澳門電台現時只有一個發射站，位於東望洋山山頂。其廣播信號除覆蓋全澳外，還遠至珠海（香山區和萬山群島）、香港（新界西）和深圳（蛇口一帶）。
各電台在主要調頻發射站所採用之頻率（兆赫/MHz）及其覆蓋區域如下：
| 發射站   | 功率(kW) | 服務區域                                                                                   | 澳門電台 中文頻道 | 澳門電台 葡文頻道 | 綠邨電台 |
| -------- | -------- | ------------------------------------------------------------------------------------------ | ----------------- | ----------------- | -------- |
| 東望洋山 | 2.5      | 全澳門（澳門以外：珠海市區（包括香山區和萬山群島）、香港新界西、港島南、九龍西和深圳蛇口） | 100.7             | 98.0              | --       |
| 氹仔馬場 | 1.0      | 全澳門                                                                                     | --                | --                | 99.5     |

### 主要調幅（AM）廣播發射站（現已停播）
綠邨電台在調幅發射站所採用之頻率（千赫/KHz）及其覆蓋區域如下：
| 發射站   | 功率(W) | 服務區域 | 綠邨電台 |
| -------- | ------- | -------- | -------- |
| 氹仔馬場 | 10,000  | 全澳門   | 738      |

## 本地廣播電台

### 公私合營電台
- 澳門電台
  - 澳門電台中文頻道：FM 100.7 MHz
  - 澳門電台葡文頻道：FM 98.0 MHz

### 私營電台
- 綠邨電台：FM 99.5 MHz

## 在澳門可接收之鄰近地區廣播電台
在澳門除了有本地各大電台廣播外，也因澳門地勢因素，不少周邊地區所發射的廣播信號也會在澳門接收到；加上澳門本地的電台選擇太少，因此這些外來的電台都相當受到澳門民眾追捧，更佔全澳居民的收聽率達約6成。但因此類廣播信號受澳門本地的電台廣播信號的衝突影響下，信號會在室內地方或隧道內呈現弱勢，特別是在有城市發展的地區，但影響情況相比香港的情況而言不算嚴重。

### 香港
與香港電視台的情況一樣，香港的電台在澳門同樣造成慣性收視。在澳門，使用一般收音機可以透過青山、南丫島這兩個在地理位置上較近澳門，位於香港西部和南部的發射站收到香港的電台，其中以青山發射站所收的電台信號在市區最為穩定，而氹仔和路環等離島地方就以接收南丫島信號就較穩定；近期更有部份居民能成功接收到金山的電台信號，但一般只用作收聽新城電台。在中國改革開放初期，澳門是可以用一般天線接收到香港大部份地區的電台信號，最遠甚至可以接收到主為服務九龍東的飛鵝山發射站信號，而且在室內和背向香港的地方也能接收；但在2010年代起，中國大陸的電台信號為對抗香港的電台信號而加大廣播功率，使澳門接收香港的電台信號難度增加，除了金山和歌賦山頻率因與中國大陸的電台重疊而難以接收外，近年來連南丫島和青山的信號在澳門大部份地方也同樣接收不良。然而由於澳門人對香港電台廣播接收需求大，一些民間的天線公司會以月費模式，用一些特定的強化接收天線來接收與在香港市區一樣的頻譜。
| 電台     | 頻道名稱             | 頻率(MHz) | 發射站 | 接收區域       |
| -------- | -------------------- | --------- | ------ | -------------- |
| 商業電台 | 雷霆881              | 88.6      | 青山   | 全澳大部份地區 |
| 商業電台 | 雷霆881              | 89.1      | 南丫島 | 全澳大部份地區 |
| 商業電台 | 叱吒903              | 91.2      | 青山   | 全澳大部份地區 |
| 商業電台 | 叱吒903              | 91.6      | 南丫島 | 全澳大部份地區 |
| 商業電台 | 叱吒903              | 90.9      | 金山   | 澳門東岸       |
| 香港電台 | 香港電台第一台       | 93.4      | 青山   | 全澳大部份地區 |
| 香港電台 | 香港電台第一台       | 93.6      | 南丫島 | 全澳大部份地區 |
| 香港電台 | 香港電台第二台       | 96.0      | 南丫島 | 全澳大部份地區 |
| 香港電台 | 香港電台第二台       | 96.4      | 青山   | 全澳大部份地區 |
| 香港電台 | 香港電台第四台       | 98.2      | 南丫島 | 全澳大部份地區 |
| 香港電台 | 香港電台第四台       | 98.7      | 青山   | 全澳大部份地區 |
| 香港電台 | 香港電台第五台       | 97.3      | 青山   | 澳門東北部     |
| 香港電台 | 香港電台大灣區之聲台 | 106.8     | 青山   | 澳門東北部     |
| 新城電台 | 新城知訊台           | 100.4     | 青山   | 全澳大部份地區 |
| 新城電台 | 新城知訊台           | 101.6     | 金山   | 澳門東岸       |
| 新城電台 | 新城知訊台           | 102.1     | 南丫島 | 全澳大部份地區 |
| 新城電台 | 新城財經台           | 102.5     | 青山   | 全澳大部份地區 |
| 新城電台 | 新城財經台           | 104.5     | 南丫島 | 全澳大部份地區 |
| 新城電台 | 新城財經台           | 105.5     | 金山   | 澳門東岸       |

### 廣東省
由於澳門沒有如香港般具有複雜的高山地形，在澳門不少的地方都可以接收到來自廣東的電台信號。幾乎所有珠江口沿海城市的電台都能在澳門接收。
| 電台             | 頻道名稱            | 頻率(MHz) | 發射站 | 接收區域       |
| ---------------- | ------------------- | --------- | ------ | -------------- |
| 珠海人民廣播電台 | 交通音樂            | 87.5      | 珠海   | 全澳大部份地區 |
| 珠海人民廣播電台 | 斗門電台            | 92.8      | 珠海   | 全澳大部份地區 |
| 珠海人民廣播電台 | 新聞廣播            | 95.1      | 珠海   | 全澳大部份地區 |
| 珠海人民廣播電台 | 橫琴之聲            | 91.5      | 珠海   | 全澳大部份地區 |
| 中山人民廣播電台 | 快樂888             | 88.8      | 中山   | 全澳大部份地區 |
| 中山人民廣播電台 | 新銳967             | 96.7      | 中山   | 全澳大部份地區 |
| 中央人民廣播電台 | 香港之聲 (第十四套) | 87.8      | 深圳   | 全澳大部份地區 |
| 中央人民廣播電台 | 音乐之声 (第三套)   | 104.9     | 珠海   | 全澳大部份地區 |
| 中央人民廣播電台 | 中國之聲 (第一套)   | 102.2     | 江門   | 澳門西岸       |
| 中央人民廣播電台 | 中國之聲 (第一套)   | 95.8      | 深圳   | 全澳大部份地區 |
| 中央人民廣播電台 | 中國之聲 (第一套)   | 99.1      | 珠海   | 全澳大部份地區 |
| 中央人民廣播電台 | 大灣區之聲          | 105.4     | 珠海   | 全澳大部份地區 |
| 中央人民廣播電台 | 大灣區之聲          | 101.2     | 中山   | 全澳大部份地區 |
| 中央人民廣播電台 | 经济之声 (第二套)   | 92.0      | 江门   | 澳門西岸       |
| 深圳廣播電台     | 新聞頻率            | 89.8      | 深圳   | 澳門東岸       |
| 深圳廣播電台     | 生活頻率            | 94.2      | 深圳   | 澳門東岸       |
| 深圳廣播電台     | 音樂頻率            | 97.1      | 深圳   | 澳門東岸       |
| 深圳廣播電台     | 交通頻率            | 106.2     | 深圳   | 澳門東岸       |
| 深圳廣播電台     | 寶安電台            | 104.3     | 深圳   | 澳門東北部     |
| 深圳廣播電台     | 寶安電台            | 90.5      | 深圳   | 澳門東北部     |
| 廣東人民廣播電台 | 新聞頻道            | 99.9      | 珠海   | 澳門西北部     |
| 廣東人民廣播電台 | 新聞頻道            | 91.8      | 深圳   | 全澳大部份地區 |
| 廣東人民廣播電台 | 音樂之聲            | 93.9      | 中山   | 全澳大部份地區 |
| 廣東人民廣播電台 | 珠江股市台          | 95.3      | 廣州   | 澳門北部       |
| 廣東人民廣播電台 | 珠江經濟台          | 97.4      | 廣州   | 澳門北部       |
| 廣東人民廣播電台 | 珠江經濟台          | 103.0     | 中山   | 全澳大部份地區 |
| 廣東人民廣播電台 | 珠江經濟台          | 103.8     | 珠海   | 全澳大部份地區 |
| 廣東人民廣播電台 | 羊城交通台          | 105.2     | 廣州   | 澳門北部       |
| 廣東人民廣播電台 | 珠江之聲            | 105.7     | 深圳   | 全澳大部份地區 |
| 廣東人民廣播電台 | 南方生活廣播        | 93.6      | 廣州   | 澳門北部       |
| 廣東人民廣播電台 | 文體廣播            | 107.7     | 廣州   | 澳門北部       |
| 廣東人民廣播電台 | 城市之聲            | 103.6     | 廣州   | 澳門北部       |
| 佛山人民廣播電台 | 真愛946             | 94.6      | 佛山   | 澳門北部       |
| 佛山人民廣播電台 | 飛躍924             | 92.4      | 佛山   | 澳門北部       |
| 江門人民廣播電台 | 台山電台            | 90.4      | 江門   | 澳門西岸       |
| 江門人民廣播電台 | 開平電台            | 95.6      | 江門   | 澳門西岸       |
| 江門人民廣播電台 | 新會電台            | 98.3      | 江門   | 澳門西岸       |
| 江門人民廣播電台 | 旅遊音樂頻率        | 93.3      | 江門   | 澳門西岸       |
| 江門人民廣播電台 | 新聞綜合頻率        | 100.2     | 江門   | 全澳大部份地區 |
| 中國國際廣播電台 | 環球資訊廣播        | 107.1     | 中山   | 全澳大部份地區 |
| 東莞人民廣播電台 | 綜合廣播            | 100.8     | 東莞   | 澳門東北部     |
| 東莞人民廣播電台 | 交通廣播            | 107.5     | 東莞   | 澳門東北部     |
| 惠州广播电视台   | 綜合頻率            | 100.0     | 惠州   | 澳門東北部     |
| 惠州广播电视台   | 音樂頻率            | 90.7      | 惠州   | 澳門東北部     |
| 惠州广播电视台   | 博羅電台            | 107.3     | 惠州   | 澳門東北部     |

## 澳門可以接收之中波电台
| 電台           | 频道名称         | 頻率 | 發射 |
| -------------- | ---------------- | ---- | ---- |
| 香港電台       | 香港電台第三台   | 567  | 香港 |
| 珠海广播電視臺 | 珠海音乐广播     | 612  | 珠海 |
| 香港電台       | 香港電台普通話台 | 621  | 香港 |
| 中央广播電視臺 | 香港之聲         | 675  | 香港 |
| 中央广播電視臺 | 环球资讯广播     | 702  | 珠海 |
| 台灣漁業廣播   | 台灣漁業廣播     | 738  | 台湾 |
| 中央广播電視臺 | 中国之声         | 756  | 珠海 |
| 香港電台       | 香港電台第五台   | 783  | 香港 |
| 香港商業電台   | 豁達864          | 864  | 香港 |
| 中央广播電視臺 | 中国之声         | 900  | 广东 |
| 中央广播電視臺 | 中国之声         | 981  | 深圳 |
| 香港新城電台   | 新城采訊台       | 1044 | 香港 |
| 广东广播電視臺 | 珠江经济台       | 1062 | 珠海 |
| 中央广播電視臺 | 中国之声         | 1170 | 惠州 |
| 中央广播電視臺 | 大湾区之声       | 1215 | 珠海 |
| 深圳广播電視臺 | 生活頻率         | 1287 | 深圳 |